# AT85 Pro Cycling
Das Team AT85 Pro Cycling war ein britisches Radsportteam mit Sitz in Fleet.

## Geschichte
Zur Saison 2017 gründete der Fahrradhersteller Canyon Bicycles zusammen mit BIKE Channel ein neues britisches UCI Continental Team. Teamchef und einige Fahrer kamen vom Team Pedal Heaven, das nach nur einem Jahr als Continental Team zum Ende der Saison 2016 aufgelöst wurde. Nachdem zur Saison 2018 Eisberg, ein Hersteller von alkoholfreien Weinen, BIKE Channel als Titelsponsor ablöste. Von 2019 bis 2021 war dhb, ein Hersteller von Sportbekleidung, Titelsponsor. Zur Saison 2021 wurde der Sonnenbrillenherstelle SunGod neuer Titelsponsor, ab 2022 die Investment-Plattform WiV. Zur Saison 2023 wurde die Investmentfirma AT85 neuer Hauptsponsor, aufgrund von Sponsoren-Problemen musste des Team jedoch zum 17. März 2023 den Betrieb einstellen.
Neben dem Straßenradsport waren einige Fahrer des Teams für die britische Nationalmannschaft auf der Bahn aktiv. So sind Charlie Tanfield und Oliver Wood mehrfache Medaillengewinner bei den UEC-Bahn-Europameisterschaften und UCI-Bahn-Weltmeisterschaften.

## Erfolge
2017
| Datum       | Rennen                             | Kat. | Fahrer             |
| ----------- | ---------------------------------- | ---- | ------------------ |
| 4. Dezember | Gesamtwertung Tour of Quanzhou Bay | 2.2  | Maximilian Stedman |
| 3. Dezember | zweite Etappe Tour of Quanzhou Bay | 2.2  | Maximilian Stedman |
| 2. Dezember | erste Etappe Tour of Quanzhou Bay  | 2.2  | Harry Tanfield     |

2018
| Datum        | Rennen                                     | Kat. | Fahrer             |
| ------------ | ------------------------------------------ | ---- | ------------------ |
| 11. November | Gesamtwertung Tour of Quanzhou Bay         | 2.2  | Maximilian Stedman |
| 10. November | zweite Etappe Tour of Quanzhou Bay         | 2.2  | Maximilian Stedman |
| 28. Juni     | NM Großbritannien – Einzelzeitfahren (U23) | NC   | Charlie Tanfield   |
| 3. Mai       | erste Etappe Tour de Yorkshire             | 2.1  | Harry Tanfield     |

2019
| Datum        | Rennen                             | Kat. | Fahrer               |
| ------------ | ---------------------------------- | ---- | -------------------- |
| 20. November | vierte Etappe Tour of Fuzhou       | 2.1  | Rory Townsend        |
| 18. November | zweite Etappe Tour of Fuzhou       | 2.1  | Rory Townsend        |
| 2. Juni      | dritte Etappe Tour de la Mirabelle | 2.2  | Alexandar Richardson |
| 1. Juni      | zweite Etappe Tour de la Mirabelle | 2.2  | Daniel Pearson       |
| 20. April    | Arno Wallaard Memorial             | 1.2  | Alexandar Richardson |

2020
| Datum       | Rennen                        | Kat. | Fahrer             |
| ----------- | ----------------------------- | ---- | ------------------ |
| 23. Februar | Gesamtwertung Tour of Antalya | 2.1  | Maximilian Stedman |

2021
| Datum   | Rennen                            | Kat. | Fahrer        |
| ------- | --------------------------------- | ---- | ------------- |
| 28. Mai | erste Etappe Tour de la Mirabelle | 2.2  | Rory Townsend |

2022
| Siege    | Siege                                         | Siege       | Siege  | Siege           | Siege |
| Datum    | Rennen                                        | Staat       | Klasse | Sieger          |       |
| -------- | --------------------------------------------- | ----------- | ------ | --------------- | ----- |
| 17. Mär. | Olympia’s Tour, 1. b Etappe                   | Niederlande | 2.2    | Matthew Gibson  |       |
| 20. Mär. | Olympia’s Tour, 4. Etappe                     | Niederlande | 2.2    | Jim Brown       |       |
| 28. Mai  | Tour de la Mirabelle, 3. Etappe               | Frankreich  | 2.2    | Robert Scott    |       |
| 29. Mai  | Tour de la Mirabelle, 4. Etappe               | Frankreich  | 2.2    | Matthew Bostock |       |
| 29. Mai  | Tour de la Mirabelle, Gesamtwertung           | Frankreich  | 2.2    | Robert Scott    |       |
| 6. Jun.  | Paris–Troyes                                  | Frankreich  | 1.2    | Robert Scott    |       |
| 26. Jun. | Irische Meisterschaften, Straßenrennen Männer | Irland      | CN     | Rory Townsend   |       |

## Platzierungen in UCI-Ranglisten
UCI-Weltrangliste
| World Ranking | World Ranking | World Ranking            | World Ranking |
| Jahr          | Teamwertung   | Einzelwertung            |               |
| ------------- | ------------- | ------------------------ | ------------- |
| 2017          | —             | Harry Tanfield (599. )   |               |
| 2018          | —             | Harry Tanfield (634. )   |               |
| 2019          | 67.           | Rory Townsend (332. )    |               |
| 2020          | 62.           | Max Stedman (268. )      |               |
| 2021          | 74.           | Ryan Christensen (462. ) |               |
| 2022          | 51.           | Benjamin Perry (325. )   |               |
| 2023          | 144.          | —                        |               |
|               |               |                          |               |
| Quelle: UCI   |               |                          |               |

UCI Europe Tour
| Saison | Mannschaftswertung | Fahrerwertung         |
| ------ | ------------------ | --------------------- |
| 2017   | 78.                | Harry Tanfield (487.) |
| 2018   | 92.                | Harry Tanfield (413.) |